# Ugunskrusts
L'Ugunskrusts (Croix de feu) était un parti nationaliste d'extrême-droite qui émergea en Lettonie et dura de 1932 à 1933. Durant cette période, c'était le fondateur du mouvement, Gustavs Celmiņš qui en était le dirigeant. Après que le mouvement fut interdit, l'organisation changea le nom en Pērkonkrusts (croix de tonnerre) qui prit la relève de 1933 à 1944, également dirigé par Gustavs Celmins puis par Igors Šiškins.
Plusieurs membres collaborent activement lors d'exécutions de masse de milliers de juifs lettons dans le cadre de la Shoah en Lettonie.